# ليه بلير
ليه بلير (بالإنجليزية: Les Blair)‏ هو مخرج بريطاني، ولد في 23 أكتوبر 1941 في مانشستر في المملكة المتحدة.

## وصلات خارجية
- ليه بلير على موقع IMDb (الإنجليزية)
- ليه بلير على موقع أول موفي (الإنجليزية)
- ليه بلير على موقع قاعدة بيانات الأفلام السويدية (السويدية)
- ليه بلير على موقع قاعدة بيانات الفيلم (الإنجليزية)
- ليه بلير على موقع كينوبويسك (الروسية)